# دهستان سیب و سوران
دهستان سیب و سوران، یکی از دهستان‌های بخش مرکزی شهرستان سیب و سوران در استان سیستان و بلوچستان ایران است. مرکز این دهستان، شهر سوران است.

## جمعیت
بر پایه سرشماری عمومی نفوس و مسکن در سال ۱۳۹۵، جمعیت دهستان سیب و سوران برابر با ۲۰٬۰۸۳ نفر بوده‌است.